# مقطع الحجر
مقطع الحجر (به عربی: مقطع الحجر) یک روستا در سوریه است که در حماه واقع شده‌است. مقطع الحجر ۱٬۱۰۶ نفر جمعیت دارد.